# Forcipomyia rugosa
Forcipomyia rugosa is een muggensoort uit de familie van de knutten (Ceratopogonidae). De wetenschappelijke naam van de soort is voor het eerst geldig gepubliceerd in 1970 door Chan and LeRoux.